# مايلز إيرليك
مايلز إيرليك (بالإنجليزية: Myles Erlick)‏، المولود في 27 يوليو 1998 في بيرلينجتون، أونتاريو، هو ممثل وراقص ومغني كندي. اشتهر بتصوير دور نوح في مسلسل العائلة الخطوة التالية (2013–2018).

## حياة
ترعرعت على يد والدته فرانشيسكا نيكاسيو، مديرة المواهب التي تمتلك مدرسة المواهب الكندية ستارز أكاديمي، والتي حضرها إيرليك. والد والدته هو ريان مارشال ، وهو عضو سابق في الفرقة الكندية ووك أوف ذا إيرث. تدرب إيرليك في مدرسة الباليه الوطنية الكندية، بينما كان يحضر أيضًا د. مدرسة فرانك ج. هايدن الثانوية.
من عام 2015 إلى عام 2022، كان إيرليك على علاقة بزميل راقص وشريك نجم براير نوليت. بدأ مواعدة إميلي فيشر في عام 2022.
ظهر لأول مرة في التلفزيون في حلقة من مسلسل دراما الجريمة سي تي في نقطة مضيئة في عام 2011. في عام 2013، انضم إلى فريق عمل مسلسل العائلة الخطوة التالية في دور نوح المتكرر. في الموسم الثالث، تمت ترقية شخصيته إلى فريق التمثيل العادي ، وبقي في فريق التمثيل العادي للمسلسل حتى موسمه السادس في عام 2018. كما ظهر في جولات دولية مختلفة كجزء من الترويج لـ الخطوة التالية.
في عام 2019، أُعلن أنه تم اختياره من قبل ستيفن سبيلبرغ في فيلم 2021 قصة الحي الغربي باعتباره ثلج، أحد الطائرات.

## روابط خارجية
- مايلز إيرليك على موقع IMDb (الإنجليزية)
- مايلز إيرليك على موقع روتن توميتوز (الإنجليزية)
- مايلز إيرليك على موقع قاعدة بيانات برودواي على الإنترنت (الإنجليزية)
- مايلز إيرليك على موقع أول ميوزيك (الإنجليزية)
- مايلز إيرليك على موقع قاعدة بيانات الفيلم (الإنجليزية)